# Rudolf Forster
Rudolf Forster född 30 oktober 1884 i Gröbming Steiermark död 25 december 1969 i Bad Aussee, österrikisk skådespelare. Han medverkade från 1910-talet fram till sin död i över 100 filmer.

## Filmografi (urval)
- 1920 – Världens moral och kärlekens
- 1923 – Fröken Fob
- 1931 - Ariane
- 1931 – Tolvskillingsoperan
- 1932 – Grevinnan av Monte Cristo
- 1935 – Den maskerade hertigen
- 1958 – Die Halbzarte
- 1959 – Skuggan av ett brott
- 1960 – Högt spel för friheten
- 1960 – Ett glas vatten
- 1960 - Im Stahlnetz des Dr. Mabuse
- 1963 – Kardinalen